# Niebieska Turnia

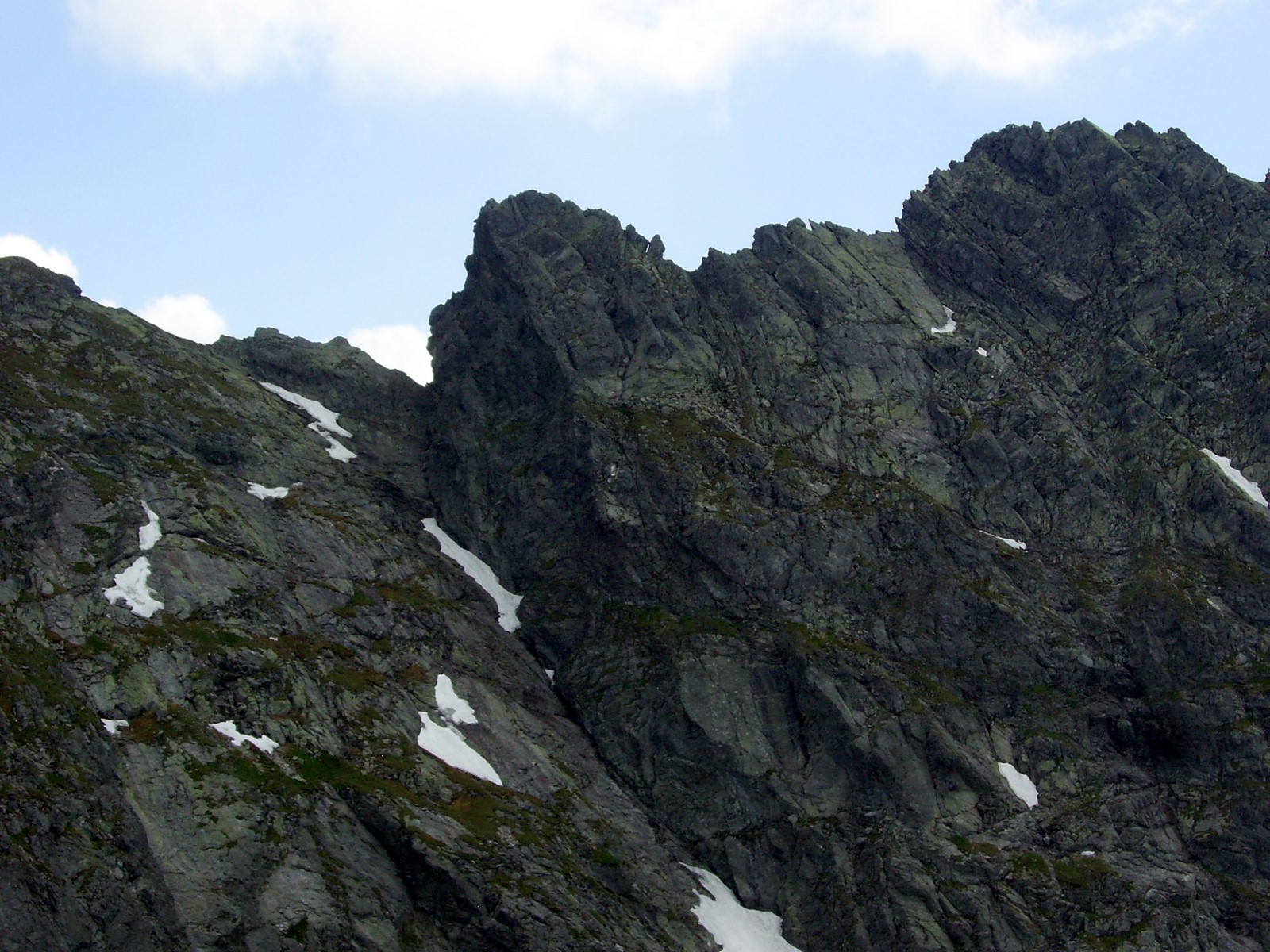
Blick vom Gipfel Kościelec

Die Niebieska Turnia ist ein Berg in der polnischen Hohen Tatra mit 2262 m im Massiv der Świnica. Auf dem Gipfel verläuft die Grenze zwischen den Gemeinden Zakopane im Westen und Bukowina Tatrzańska, konkret den Ortsteil Brzegi, in der Woiwodschaft Kleinpolen im Landkreis Powiat Tatrzański.

## Lage und Umgebung
Unterhalb des Gipfels liegen die Täler Dolina Pięciu Stawów Polskich, konkret sein Hängetal Dolina pod Kołem, im Osten und Dolina Zielona Gąsienicowa, konkret sein Hängetal Mylna Kotlinka im Westen.
Vom Gipfel des Zawratowa Turnia im Süden wird die Niebieska Turnia durch den Bergpass Niebieska Przełęcz getrennt, von dem südlich gelegenen Gipfel Gąsienicowa Turnia durch den Bergpass Niebieska Przełączka Wyżnia.

## Etymologie
Der polnische Name Niebieska Turnia lässt sich als Blauer Turm übersetzen. Der Name rührt jedoch nicht von der Farbe des Gesteins, sondern von dem bei den Góralen häufigen Familiennamen Niebies. Im Schrifttum finden man auch die Bezeichnung Mittlerer Seealmturm.

## Flora und Fauna
Trotz seiner Höhe besitzt die Niebieska Turnia eine bunte Flora und Fauna. Es treten zahlreiche Pflanzenarten auf, insbesondere hochalpine Blumen und Gräser. Neben Insekten und Weichtieren sowie Raubvögeln besuchen auch Murmeltiere und Gämsen den Gipfel.

## Tourismus
Die Niebieska Turnia ist bei Wanderern und Kletterern beliebt. Sie liegt auf dem Hauptweg von der oberen Seilbahnstation auf den Kasprowy Wierch zum Bergpass Zawrat, wo der Höhenweg Orla Perć beginnt.

### Routen zum Gipfel
Der Wanderweg auf die Niebieska Turnia führt entlang des Hauptkamms der Tatra und der polnisch-slowakischen Grenze und biegt nach dem Gipfel der Świnica nach Norden ab. Der Wanderweg führt unterhalb des Hauptgipfels.
- ▬ Ein rot markierter Wanderweg führt vom Kasprowy Wierch über die Gipfel Beskid und Pośrednia Turnia sowie die Bergpässe Liliowe und Świnicka Przełęcz auf den Gipfel und weiter zum Höhenweg Orla Perć. Von der Seite des Bergpasses Zawrat und damit der Täler Dolina Pięciu Stawów Polskich und Dolina Gąsienicowa ist der Aufstieg ebenfalls auf demselben Wanderweg von entgegengesetzter Richtung möglich. Als Ausgangspunkt für eine Besteigung aus den Tälern eignen sich die Berghütten Schronisko PTTK Murowaniec sowie Schronisko PTTK w Dolinie Pięciu Stawów Polskich.

## Belege
- Zofia Radwańska-Paryska, Witold Henryk Paryski: Wielka encyklopedia tatrzańska. Poronin, Wyd. Górskie, 2004, ISBN 83-7104-009-1.
- Tatry Wysokie słowackie i polskie. Mapa turystyczna 1:25.000, Warszawa, 2005/06, Polkart, ISBN 83-87873-26-8.